# Gouvernement Danielle Smith
Alberta
Kenny 
Le gouvernement Danielle Smith  est le cabinet ministériel de l'Alberta dirigé par Danielle Smith.

## Historique
Le 6 octobre 2022, Danielle Smith est élue cheffe du Parti conservateur uni en remplacement de Jason Kenney au sixième tour et avec 53,8 % des voix. De ce fait, elle lui succède automatiquement comme première ministre de l'Alberta, le 11 octobre.
Le Parti conservateur uni remporte les élections législatives du 29 mai 2023, mais avec une majorité réduite en sièges par rapport à la précédente législature.

## Composition

### Initiale (21 octobre 2022)
| Portefeuille                                                    | Ministre             |
| --------------------------------------------------------------- | -------------------- |
| Première ministre                                               | Danielle Smith       |
| Vice-Premier ministre                                           | Kaycee Madu          |
| Vice-Premier ministre                                           | Nathan Neudorf       |
| Ministre de l'Enseignement supérieur                            | Demetrios Nicolaides |
| Ministre de l'Abordabilité et des Services publics              | Matt Jones           |
| Ministre de l'Agriculture et de l'Irrigation                    | Nate Horner          |
| Ministre des Services à l'Enfance                               | Mickey Amery         |
| Ministre de la Culture                                          | Jason Luan           |
| Ministre de l'Éducation                                         | Adriana LaGrange     |
| Ministre de l'Énergie                                           | Peter Guthrie        |
| Ministre de l'Environnement et des Aires Protégées              | Sonya Savage         |
| Ministre des Finances et Président du Conseil du Trésor         | Travis Toews         |
| Ministre des Forêts, des Parcs et du Tourisme                   | Todd Loewen          |
| Ministre de la Santé                                            | Jason Copping        |
| Ministre des Relations autochtones                              | Rick Wilson          |
| Ministre de l'Emploi, de l'Économie et du Développement du Nord | Brian Jean           |
| Ministre de la Justice                                          | Tyler Shandro        |
| Ministre de la Santé mentale et des Dépendances                 | Nicholas Milliken    |
| Ministre des Affaires municipales                               | Rebecca Schulz       |
| Ministre de la Sécurité publique                                | Mike Ellis           |
| Ministre des Aînés, des Services sociaux et communautaires      | Jeremy Nixon         |
| Ministre de Service Alberta et de la Réduction de la paperasse  | Dale Nally           |
| Ministre de la Technologie et de l'Innovation                   | Nate Glubish         |
| Ministre du Commerce, de l'Immigration et du Multiculturalisme  | Rajan Sawhney        |
| Ministre des Transports et des Corridors économiques            | Devin Dreeshen       |

### Remaniement du 9 juin 2023
| Portefeuille                                                    | Ministre             |
| --------------------------------------------------------------- | -------------------- |
| Première ministre                                               | Danielle Smith       |
| Vice-Premier ministre Ministre de la Sécurité publique          | Mike Ellis           |
| Ministre de l'Enseignement supérieur                            | Rajan Sawhney        |
| Ministre de l'Abordabilité et des Services publics              | Nathan Neudorf       |
| Ministre de l'Agriculture et de l'Irrigation                    | RJ Sigurdson         |
| Ministre des Services à l'Enfance                               | Searle Turton        |
| Ministre de la Culture                                          | Tanya Fir            |
| Ministre de l'Éducation                                         | Demetrios Nicolaides |
| Ministre de l'Énergie                                           | Brian Jean           |
| Ministre de l'Environnement et des Aires Protégées              | Rebecca Schulz       |
| Ministre des Finances et Président du Conseil du Trésor         | Nate Horner          |
| Ministre des Forêts, des Parcs et du Tourisme                   | Todd Loewen          |
| Ministre de la Santé                                            | Adriana LaGrange     |
| Ministre des Relations autochtones                              | Rick Wilson          |
| Ministre de l'Emploi, de l'Économie et du Développement du Nord | Matt Jones (en)      |
| Ministre de la Justice                                          | Mickey Amery         |
| Ministre de la Santé mentale et des Dépendances                 | Dan Williams         |
| Ministre des Affaires municipales                               | Ric McIver           |
| Ministre des Aînés, des Services sociaux et communautaires      | Jason Nixon          |
| Ministre de Service Alberta et de la Réduction de la paperasse  | Dale Nally           |
| Ministre de la Technologie et de l'Innovation                   | Nate Glubish         |
| Ministre du Commerce, de l'Immigration et du Multiculturalisme  | Muhammad Yaseen      |
| Ministre des Transports et des Corridors économiques            | Devin Dreeshen       |
| Ministre des Infrastructures                                    | Peter Guthrie        |
| Ministre du Tourisme et des Sports                              | Joseph Schow         |